# پرل باک
پرل کامفورت سیدن‌ستریکر باک (به انگلیسی: Pearl Comfort Sydenstricker Buck) (۲۶ ژوئن ۱۸۹۲ در هیلزبورو، ویرجینیای غربی – ۶ مارس ۱۹۷۳ در دانبی، ورمانت) نویسنده آمریکائی بود.
از آثار او می توان به یک روز روشن اشاره کرد

## زندگی
خانواده او از مبلغین مذهبی بودند که برای تبلیغ به کشور چین سفر کردند. او از سه ماهگی تا ۴۱ سالگی در چین زندگی کرد و زبان انگلیسی را به عنوان زبان دوم آموخت. مادرش زنی ادیب بود و نخستین آموزگار او به‌شمار می‌رفت. او در هفده سالگی، دو سال در مدرسه آمریکایی پاریس تحصیل کرد و مجدداً به چین بازگشت و با یکی از همکاران خود ازدواج کرد. در سال‌های بعدی او مکرراً به کشورهای دیگر مسافرت کرد.

## زندگی ادبی

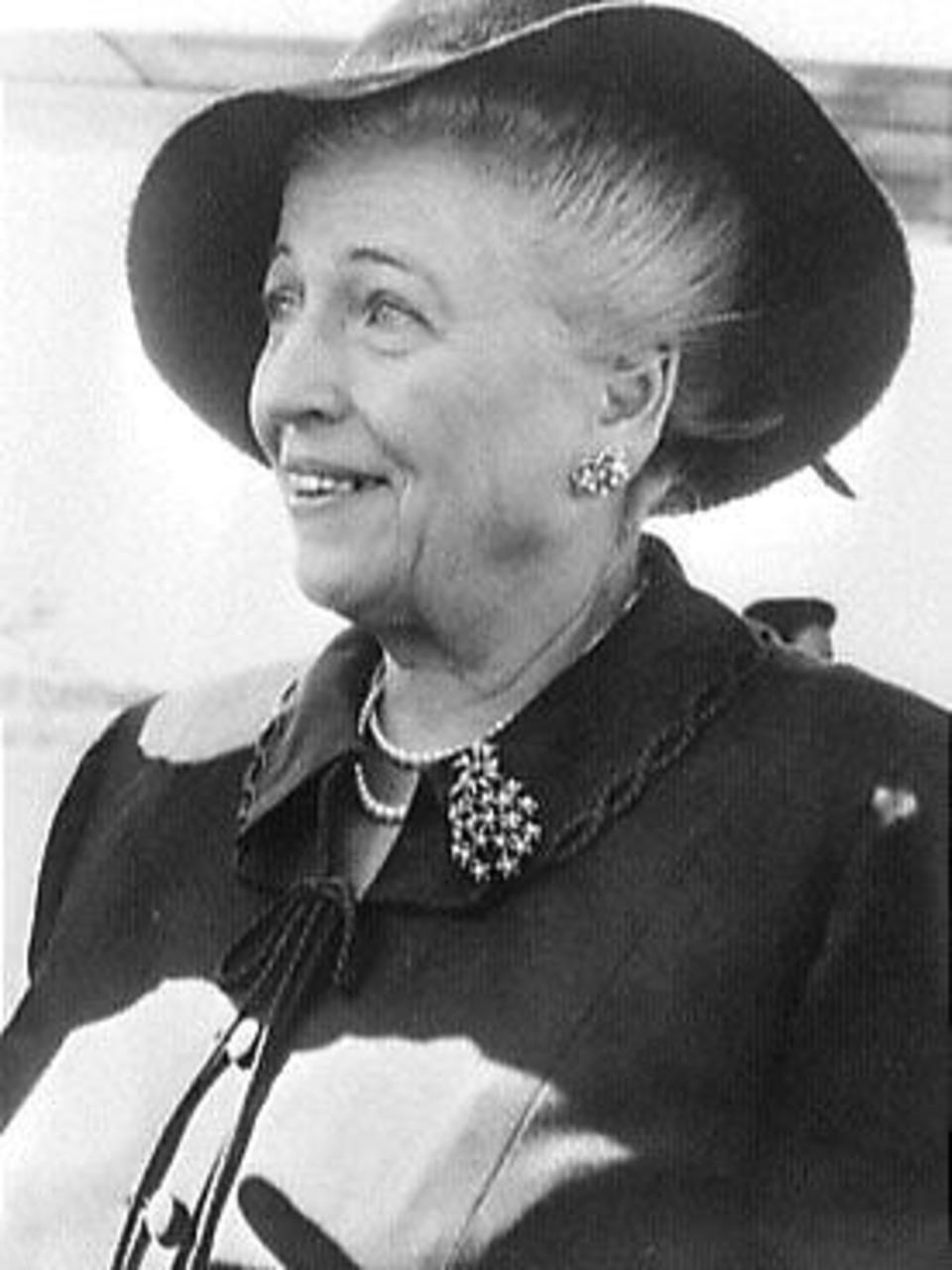
در هنگام پیری ۱۹۷۳

نخستین اثر او به عنوان نسیم مغرب در سال ۱۹۲۵ در آمریکا منتشر شد. او در چین به عنوان یک نویسنده چینی و با نام سای ژن ژو (به چینی: 賽珍珠) معروف است. او نخستین زن آمریکایی است که جایزه نوبل ادبیات را در سال ۱۹۳۸ دریافت کرده‌است.
باک در سال ۱۹۳۲ به خاطر کتاب خاک خوب جایزه پولیتزر را برای بهترین رمان سال دریافت کرد.
کتاب مادر که منجر به کسب درجه افتخاری M.A از دانشگاه ییل برای او شد، در سال ۱۳۸۶ خورشیدی توسط محمد قاضی به فارسی برگردانده شد.

## کتابشناسی

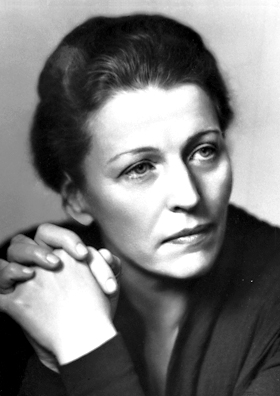
پرتره رسمی در زمان دریافت نوبل ادبیات ۱۹۳۸

### رمان‌ها
- نسیم مغرب (۱۹۲۵)
- خاک خوب (۱۹۳۰) (تریلوژی)
- پسران (۱۹۳۲) (تریلوژی)
- مادر (۱۹۳۳)
- خانه‌های قسمت شده(۱۹۳۵) (تریلوژی)
- این دل پرغرور (۱۹۳۸)
- میهن‌پرست (۱۹۳۹)
- خدایان دیگر (۱۹۴۰)
- نسل اژدها (۱۹۴۲)
- شرح یک عروسی (۱۹۴۵)
- گل صدتومانی (۱۹۴۸)
- مردان خدا (۱۹۵۱)
- گل پنهان (۱۹۵۲)
- محبوبم بازگرد [عشق من بازگرد] (۱۹۵۳)
- زن مجلل (۱۹۵۶)
- نامه‌ای از پکن (۱۹۵۷)
- شیطان هرگز نمی‌خوابد (۱۹۶۲)
- نی زنده (۱۹۶۳)
- ماندالا (۱۹۷۰)

### غیر داستانی
- چگونه اتفاق می‌افتد (۱۹۴۷)
- کودکی که هرگز بزرگ نشد (۱۹۵۰)
- زنان کندی (۱۹۷۰)
- چین همانگونه که من می‌بینم (۱۹۷۰)

### زندگی‌نامه
- تبعید (۱۹۳۶)
- فرشته جنگجو (۱۹۳۶)

### خودزندگینامه
- دنیاهای گوناگون (۱۹۵۴)
- پلی برای عبور (۱۹۶۲)

### داستان‌های کوتاه و بلند
- اولیه زوجه (۱۹۳۳)
- امروز و همیشه (۱۹۴۱)
- دور و نزدیک (۱۹۴۹)

### سایر آثار
- همه مردان برادرند
- اندیشه[۱]

## در زبان فارسی
- انسان خوب، ترجمۀ عنایت اله بخشی، انتشارات اردیبهشت، ۱۳۶۵.
- مادر، ترجمهٔ محمد قاضی، انتشارات امیرکبیر، ۱۳۸۶.
- خاک خوب، ترجمه: رضا دادویی، نشر آدورا، ۱۳۹۰.
- انقلاب و سیل، ترجمهٔ محمد نادری، انتشارات امیرکبیر،
- انقلابی جوان
- میهن‌پرست، ترجمه محمد حسین عضدانلو، ناشر: مترجم، 1369
- خاک خوب، ترجمه‌ی احمد قاضی، انتشارات علمی فرهنگی ۱۳۵۱
- باد شرق، باد غرب، ترجمه فرحناز خمسه‌ای
- شیطان هرگز نمی‌خوابد، ترجمهٔ رضا فاضل، انتشارات ثالث، ۱۳۹۸.